# Филип Хајнц
Филип Марвин Хајнц (Манхајм, 21. фебруар 1991) немачки је пливач чија специјалност су појединачне трке мешовитим стилом.

## Биографија
Хајнц је пливање почео да тренира још као дечак, а интензивније се посветио пливању 2014. након што се због студија преселио из родног Манхајма у Хајделберг. Први запаженији наступ на међународној сцени имао је на европском јуниорском првенству 2009. у Прагу где је освојио две бронзане медаље на 100 делфин и у штафети 4×100 слободно. 
Сениорски деби на међународној сцени имао је на Европском првенству 2012. у Дебрецину где се такмичио у тркама на 50 и 100 метара делфин, али ни у једној од дисциплина није успео да се квалификује за финале. Исте године успео је да се квалификује за наступ на Летњим олимпијским играма, а у Лондону 2012. такмичио се у трци на 200 мешовито у којој је заузео 27. место у квалификацијама. 
Потом су уследили наступи на светском првенству у Барселони 2013 (најбољи резултат пето место у штафети 4×100 мешовито) и европском првенству у малим базенима у Хернингу где је освојио титулу континенталног првака у трци на 200 мешовито. Прву међународну медаљу у великом базену освојио је на европском првенству у Берлину 2014 — сребро у трци на 200 мешовито. 
На ЛОИ 2016. у Рио де Жанеиру освојио је шесто место испливавши нови немачки рекорд у трци на 200 мешовито (1:57,48 минута, у наредном периоду је у два наврата поправљао властити национални рекорд). 
На светском првенству у Квангџуу 2019. успео је да се пласира у финала обе дисциплине у којима се такмичио — на 200 мешовито је био четврти заоставши свега 0,08 секунди за трећепласираним Чејзом Калишом, односно 0,72 секунде иза првопласираног Даије Сетоа, док је у трци на 400 мешовито одустао од наступа у финалу иако је у квалификацијама заузео осмо место.